# Rodrigo Grande
Rodrigo Grande (10 de febrer de 1974) és un director de cinema i guionista argentí. És conegut per Rosarigasinos (2001), Cuestión de principios (2009) i pel thriller Al final del túnel (2016).

## Filmografia
Director
- La pared y la lluvia (curtmetratge) (1994)
- El negrito Benítez (curtmetratge) (1995)
- Historias breves II, Parte 2 (1997) amb el curtmetratge Juntos in any way
- Rosarigasinos (2001)
- Cuestión de principios (2009)
- Apto (curtmetratge) (2014)
- Al final del túnel (2016)

Guionista
- La pared y la lluvia (curtmetratge) (1994)
- Historias breves II, Parte 2 (1997) amb el curtmetratge Juntos in any way
- Rosarigasinos (2001)
- La sombra (curtmetratge) (2002)
- Los cuentos de Fontanarrosa (33 episodis) (2007)
- Cuestión de principios (2009)
- Apto (curtmetratge) (2014)
- Al final del túnel (2016)

## Premis i nominacions

### Rosarigasinos
Asociación de Cronistas Cinematográficos de la Argentina, Premis 2002
- Ruy Folguera, guanyador del Premi Còndor de Plata a la Millor Música.
- Ulisses Dumont, nominat al Premi Còndor de Plata al Millor Actor.
- Federico Luppi, nominat al Premi Còndor de Plata al Millor Actor.
- María José Demare, nominada al Premi Còndor de Plata a la Millor Actriu de Repartiment.
- Francisco Puente, nominat al Premi Còndor de Plata a la Millor
- Rodrigo Grande, nominat al Premi Còndor de Plata Millor Guió Original.

Festival de Cinema Iberoamericà de Huelva, Premis 2001
- Esment Especial en el Premi de la Crítica
- Premi de la Radio Exterior de España a la Millor Pel·lícula.
- Ulisses Dumont guanyador del Premi Colón de Plata al Millor Actor.
- Rodrigo Grande, guanyador del Premi Especial del Jurat

VIII Mostra de Cinema Llatinoamericà de Lleida, Premis 2002
- Rodrigo Grande, guanyador del Premi a la Millor Primera Pel·lícula.

Festival Internacional de Cinema Llatí de Los Angeles, Premis 2002
Los Angeles Llatí International Film Festival 2002
- Rodrigo Grande, guanyador del Premi del Jurat a la Millor Primera Pel·lícula.

Festival Internacional de Cinema de Mar del Plata, Premis 2001
- Ruy Folguera, guanyador de l'Esment Especial del Jurat de l'Associació Músics de Cinema (AMUCI)
- Federico Luppi i Ulisses Dumont, nominats al Premi al Millor Actor
- Rodrigo Grande, nominat al Premi a la Millor Pel·lícula en la Competència Internacional.

Festival de Cinema de Santo Domingo, Premis 2002
- Premis Ciguapa d'Or a la Millor Pel·lícula i al Millor Actor.

Festival de Cinema de Temecula, Premis 2002
- Esment d'Honor a Rodrigo Grande

Festival de Cinema Nacional de Pergamino (l'Argentina), Premis 2002
- Premis al Millor Actor i a la Millor Actriu de Repartiment.

Festival de Cinema Argentí de Olavarria (l'Argentina), Premis 2002
- Premi del Públic a la Pel·lícula.

### Cuestión de principios
Festival de Cinema Iberoamericà de Huelva, 2009
- Premi a la Millor Pel·lícula i Premi de la UPN Award.

Festival de Cinema Llatí de Sant Diego, 2010
- Premi a la Millor Pel·lícula Narrativa.

Festival de Cinema Llatí de Chicago, 2010
- Segon Premi del Público.

Festival de Cinema Llatí de Los Angeles, 2010
- Premi al Millor Guió a Rodrigo Grande i Roberto Fontanarrosa

Festival Internacional de Cinema de Fort Lauderdale (Estats Units), 2010
- Premi del Público a la Millor Pel·lícula Estrangera.

Academia de las Artes y Ciencias Cinematográficas de la Argentina, Premis Sur 2010
- Premi al Millor Guió Adaptat.

### Al final del túnel
Festival Internacional de Cinema Fantàstic de Brussel·les, 2017
- Premi a la Millor Pel·lícula de Suspens

Festival de Cinema de Washington DC, 2017
- Premi del Público a la Millor Pel·lícula.

Festival Internacional de Cinema de Seattle, 2017
- Premi Agulla de l'Espai d'Or a la Millor Pel·lícula i Premi del Público.